# Kalanwo
Kalanwo (ou Kalangouwo) est une localité du Cameroun située dans l'arrondissement de Bogo, le département du Diamaré et la région de l’Extrême-Nord. Elle fait partie du lawanat de Bagalaf.

## Population
En 1975, la localité comptait 41 habitants, des Peuls.
Lors du recensement de 2005, on y a dénombré 175 personnes.